# Myriosclerotinia curreyana
Myriosclerotinia curreyana (Berk.) N.F. Buchw. – gatunek grzybów z rodziny twardnicowatych (Sclerotiniaceae).

## Systematyka i nazewnictwo
Pozycja w klasyfikacji według Index Fungorum: Sclerotinia, Sclerotiniaceae, Helotiales, Leotiomycetidae, Leotiomycetes, Pezizomycotina, Ascomycota, Fungi.
Po raz pierwszy opisał ją w 1865 r. Miles Joseph Berkeley, nadając jej nazwę Peziza curreyana. Obecną nazwę nadał mu Niels Fabritius Buchwald w 1947 r. Ma 8 synonimów. Niektóre z nich:
- Placosphaeria junci Bubák 1906
- Rutstroemia curreyana (Berk.) P. Karst. 1871
- Sclerotinia curreyana (Berk.) P. Karst. 1885[2].

## Charakterystyka
Owocniki w postaci apotecjów na krótkim trzonku, o barwie od żółtobrązowej do jasnoróżowobrązowej. Worki 60–95 × 4–5,5 μm, amyloidalne. Parafizy cylindryczne. Zarodniki kiełbaskowate, zaokrąglone na końcach, o wymiarach 7,5–15 × 1–1,5 μm. Sklerocja czarne, wewnątrz różowe.
Znany jest tylko w Europie, w tym w Polsce. Monofag występujący na roślinach z rodziny sit (Juncus).